# Alain Manoukian
Pour les articles homonymes, voir Manoukian.
 (août 2025).
Alain Manoukian, né le 19 février 1946 à Marseille (Bouches-du-Rhône), est un homme d'affaires français d'origine arménienne.

## Biographie

### Formation
Alain Manoukian naît le 19 février 1946 à Marseille, où ses parents étaient installés après avoir échappé au génocide arménien.
Après des études de droit et de sciences économiques à la faculté de Grenoble et diplômé d’études comptables supérieures, Alain Manoukian commence sa carrière au sein de l’entreprise familiale de ses parents spécialisée dans l’industrie de la chaussure, située dans la Drôme, à Romans-sur-Isère, capitale française de la chaussure[réf. souhaitée].

### Entrepreneuriat
En 1973, il quitte cette activité pour créer son entreprise et ouvre sa première boutique de prêt-à-porter féminin à Romans avec son épouse Dany, d’origine belge. Tout d’abord, la boutique ne vend que des vêtements importés d’Italie mais, très vite, le couple Manoukian s’aperçoit que ce sont leurs propres créations qui ont le plus de succès.
En 1979, Alain Manoukian décide donc de créer sa marque et lance sa première franchise à Colmar.
Au début des années 1980, la marque Alain Manoukian devient une enseigne à part entière qui développe une activité de négoce au travers d'un réseau de clients franchisés, de clients multimarques, et de corners dans les grands magasins[réf. souhaitée]. C’est à cette époque qu’il est nommé Chevalier de l’Ordre national du Mérite[réf. souhaitée].
En 1984, Alain Manoukian décide d’intensifier son développement international par la création de filiales à l'étranger[réf. souhaitée].
En 1985, il introduit sa société en Bourse au Second marché.
En 1996, Alain Manoukian hisse la marque homonyme au rang de numéro 1 français du prêt-à-porter moyen de gamme en passant d’une activité de grossiste à une activité de distributeur et en intégrant l’ensemble des étapes qui figurent en amont du processus de distribution : création des collections, logistique et distribution, s’appuyant alors sur un réseau de plus de 700 magasins sous enseigne, incluant ceux opérés en direct, ainsi que les affiliés et franchisés[réf. souhaitée].
En 2000, Alain Manoukian réalise un chiffre d’affaires de plus de « 1 milliard de francs » (153 M€) et un résultat net de 60 millions de francs (9 M€). Le Groupe familial compte alors plus de 1 000 collaborateurs[réf. souhaitée] et est implanté dans toute l’Europe[évasif].
Cette même année, le Groupe Alain Manoukian se voit décerner à Paris l’« Enseigne d’Or 2000 du Succès », attribuée par le magazine La Correspondance de l’Enseigne, destinée à récompenser l’entreprise la plus performante depuis les 20 dernières années du secteur de la distribution.
En 2001, Alain Manoukian est la première marque de prêt-à-porter en Europe à lancer un site de vente en ligne (B2C) et un site orienté « Corporate » (B2B)[réf. nécessaire], sous l’impulsion de son fils David, qui a rejoint le groupe familial au poste de directeur général chargé du développement. 
En 2005, Alain Manoukian engage une réflexion sur la stratégie[source insuffisante] de son Groupe à adopter pour les années à venir et décide d’envisager, face à l’évolution qui s’opère sur le marché mondial du textile et de l’habillement, une alliance avec un partenaire de dimension internationale afin de développer la marque Alain Manoukian au niveau mondial et en particulier sur le marché nord-américain. Cette même année, le Groupe Alain Manoukian sort de Bourse et sous l’impulsion de David, se rapproche du Groupe américain BCBG Max Azria situé à Los Angeles.
En 2006, alors qu’Alain Manoukian se retire du Groupe pour prendre un nouvel envol, un baromètre de la marque Alain Manoukian est réalisé afin de mesurer sa notoriété en France et dont il ressort qu’elle est reconnue à hauteur de 97%[source insuffisante]. 
Le 14 juillet 2011, Alain Manoukian est nommé Chevalier de la Légion d’honneur, par Christine Lagarde alors Ministre de l'Économie, des Finances et de l'Industrie.

## Distinctions
- Officier de l'Ordre national du Mérite en 1980
- Chevalier de la Légion d'honneur le 14 juillet 2011